# Erhard Krack
Erhard Krack (né le 9 janvier 1931 à Dantzig, mort le 13 décembre 2000 à Berlin) est un homme politique allemand (SED), bourgmestre-gouverneur de Berlin-Est de 1974 à 1990.

## Biographie
Après une formation de plombier, il prépare l'abitur. En 1951, il rejoint le SED. Il étudie l'économie et devient directeur général adjoint du chantier naval Warnow-Werft (de) à Warnemünde. En 1963, il devient président du Conseil économique du district de Rostock. De 1965 à 1974, il est ministre des collectivités locales et de l'industrie agroalimentaire. De 1974 à 1990, il est maire de Berlin, capitale de la RDA. Il est aussi député à la Chambre du peuple et membre du comité central de la SED. Il s'engage contre une coupe rase et un reconstruction entières, se contentant des quartiers de Mitte et Prenzlauer Berg. Il restaure Gendarmenmarkt, Friedrichstraße et Nikolaiviertel.

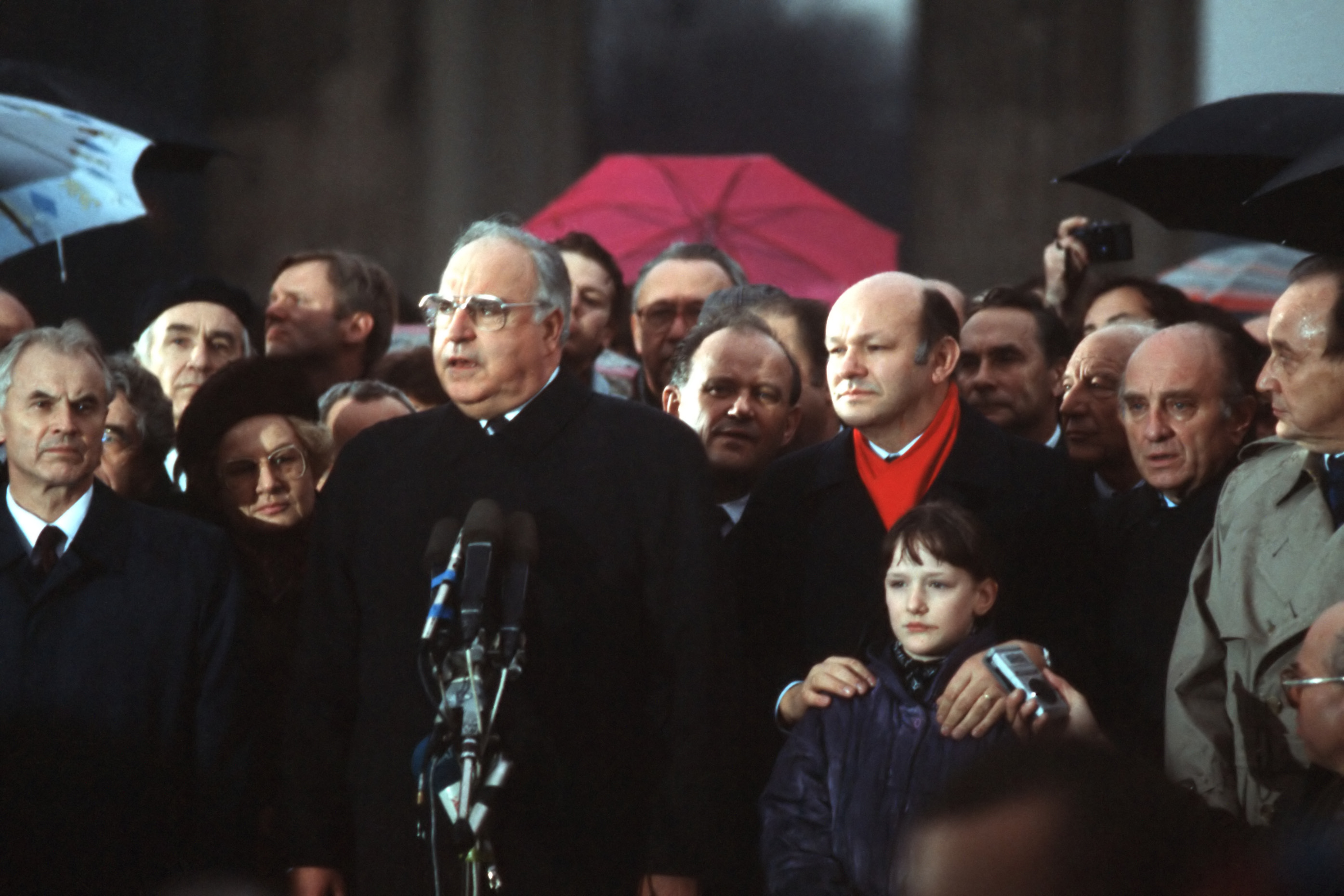
Ouverture de la porte de Brandebourg le 22 décembre 1989 : (de gauche à droite) Hans Modrow, Helmut Kohl au micro, Walter Momper (avec se fille Friederike), derrière entre eux Erhard Krack.

Lors des élections municipales de la RDA le 7 mai 1989, Krack, en tant que président de la Commission électorale à Berlin-Est, participe activement à la manipulation en faveur de la liste dirigée par le SED. En octobre 1989, devant la Rotes Rathaus, commencent les manifestations le dimanche réunissant plusieurs milliers de personnes demandant des réformes et la démocratisation. Il accepte une table ronde. Lors de l'ouverture de la porte de Brandebourg, il rencontre Walter Momper, son homologue de Berlin-Ouest et le chancelier Helmut Kohl.
Le 12 février 1990, Krack démissionne et reconnaît la fraude électorale l'année précédente. En 1993, il est condamné après aveu à dix mois de prison, une peine qui est suspendue. Christian Hartenhauer lui succède au poste de maire et organise les premières élections municipales libres en mai 1990.

## Source, notes et références
- (de) Cet article est partiellement ou en totalité issu de l’article de Wikipédia en allemand intitulé « Erhard Krack » (voir la liste des auteurs).